# شوهران جوان
شوهران جوان (به ایتالیایی: Giovani mariti) فیلمی به کارگردانی مائورو بولونینی است که در سال ۱۹۵۸ منتشر شد. از بازیگران آن می‌توان به گویدو چلانو، سیلوا کوشچینا، فرانکو اینترلنگی، لایلا روکو و آنتونلا لوالدی اشاره کرد.